# Aleksiej Spiridonow (siatkarz)
Aleksiej Aleksandrowicz Spiridonow, ros. Алексей Александрович Спиридонов (ur. 26 czerwca 1988 w Riewiakinie) – rosyjski siatkarz, reprezentant kraju, grający na pozycji przyjmującego.
W 2011 roku został wyrzucony z reprezentacji Rosji. Wrócił po dwóch latach, pomagając wygrać reprezentacji Ligę Światową i Mistrzostwa Europy w 2013 roku.

## Sukcesy klubowe
Liga Mistrzów:
- 2015, 2016
- 2019
- 2009

Liga rosyjska:
- 2015, 2016
- 2009, 2013, 2019
- 2012

Puchar CEV:
- 2010

Puchar Challenge:
- 2013

Puchar Rosji:
- 2014, 2015, 2018

Klubowe Mistrzostwa Świata:
- 2015

Superpuchar Rosji:
- 2015, 2018

Liga katarska:
- 2021

Puchar Kataru:
- 2021

## Sukcesy reprezentacyjne
Mistrzostwa Europy Juniorów:
- 2006

Liga Światowa:
- 2011, 2013

Memoriał Huberta Jerzego Wagnera:
- 2014
- 2013

Mistrzostwa Europy:
- 2013

Puchar Wielkich Mistrzów:
- 2013

## Nagrody indywidualne
- 2014: Najlepszy przyjmujący Memoriału Huberta Jerzego Wagnera

## Kontrowersje
W 2014 podczas Mistrzostwa Świata w Polsce po meczu z gospodarzami miał opluć posła Marka Matuszewskiego. Spiridonow zaprzeczył temu, natomiast prezydent FIVB Ary Graca zasugerował możliwą dyskwalifikację. Spiridonow nazwał Polaków „zgniłym narodem”. W 2014 roku podczas spotkania drugiej rundy grupowej z Niemcami w katowickim Spodku po jednej z akcji strzelał w kierunku widowni z wyimaginowanej broni i to za to FIVB ukarała 26-letniego zawodnika.